# Schwarzsee (Ötztaler Alpen)
Der Schwarzsee ist ein kleiner Bergsee in den Ötztaler Alpen westlich oberhalb von Sölden im österreichischen Land Tirol.
Der See  liegt nordwestlich des Jochs zwischen Rotkogel und Schwarzseekogel auf einer Höhe von etwa 2800 m ü. A. Etwas weiter südwestlich befindet sich der Schwarzkogel und östlich unterhalb die Rotkogelhütte mit der Kapelle Maria Schnee.
Der Bergwanderweg von der Hütte (2660 m ü. A.) zum Schwarzkogel (3016 m ü. A.) führt an der Südseite des Sees entlang.